# Sincelejo
Sincelejo är en kommun och stad i Colombia.   Den ligger i departementet Sucre, i den nordvästra delen av landet, 500 km norr om huvudstaden Bogotá. Antalet invånare i kommunen är 237 618.
Centralorten hade 231 105 invånare år 2008. Sincelejo grundades 4 oktober 1535.